# Eupithecia arenitincta
Eupithecia arenitincta är en fjärilsart som beskrevs av Louis Beethoven Prout 1938. Eupithecia arenitincta ingår i släktet Eupithecia och familjen mätare. Inga underarter finns listade i Catalogue of Life.